# 第一狂想曲
《第一號狂想曲》（法語：Première rhapsodie），或稱《為降B調單簧管的狂想曲》，作品編號L. 116, CD. 124，是阿希爾-克勞德·德布西於1909至1910年間創作的器樂曲。伴奏有兩個版本，分別為鋼琴與管弦樂團。此曲為單樂章，演奏時長約八分鐘。

## 背景
1909年，巴黎國立高等音樂舞蹈學院的院长加布里埃尔·佛瑞推荐德布西成為該院管理委員會的一員。當時德布西的職責包含在1910年音乐学院木管比賽中擔任評審，並為单簧管比赛創作指定曲，便誕生了這首狂想曲，以及一首用於視奏的小品。
這首狂想曲的配器為单簧管和钢琴。在1909年12月至1910年1月間完成，題獻給音乐学院的单簧管教授Prosper Mimart，並在1910年7月的音樂學院比賽中，由參賽選手首次演出。
此曲由杜兰德（Durand）出版社在1910年5月出版。首次公演在1911年1月16日，地點位於巴黎第八區的室內樂演奏廳「加沃廳」（Salle Gaveau）。這是一場由独立音乐协会（Société musicale indépendante）所舉辦的音乐会，由Prosper Mimart本人與钢琴家Marie-GeorgesKriéger演出。

## 管弦乐團伴奏版本
1911年夏天，德布西為此曲編寫了管弦樂團伴奏版。於1919年5月3日首演，由加斯顿·哈梅林（Gaston Hamelin）担任單簧管独奏，雷内·巴顿（Rhené-Baton）指挥帕德鲁普乐团（l'Orchestre Pasdeloup）協奏。
管弦樂團配器如下：

| 木管乐器 3 长笛 2 双簧管 英国管 2 单簧管 3 巴松管 铜管乐器 4 圆号 2 小号 | 打击乐器 鈸 三角铁 弦乐器 第一、第二小提琴 中提琴 大提琴 低音提琴 |  |